# 6030 Zolensky
6030 Zolensky (1981 EG36) là một tiểu hành tinh vành đai chính được phát hiện ngày 7 tháng 3 năm 1981 bởi S. J. Bus ở Đài thiên văn Siding Spring trong khóa học thuộc Khảo sát tiểu hành tinh Schmidt-Caltech vương quốc Anh.